# Jaša Tomić (Politiker)

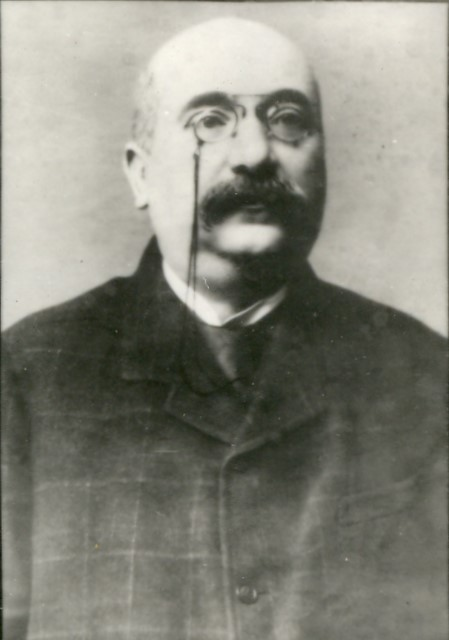
Jaša Tomić

Jaša Tomić (Serb. Kyrillisch: Јаша Томић) (* 23. Oktober 1856 in Werschetz, Kaisertum Österreich; † 22. Oktober 1922 in Novi Sad, Königreich der Serben, Kroaten und Slowenen) war ein serbischer Politiker, Publizist, Journalist und Literat.

## Leben
Jaša Tomić wurde in der Familie eines serbisch-orthodoxen Christen geboren. Seit 1849 gehörte seine Geburtsstadt Vršac zur Woiwodschaft Serbien und Temeser Banat. Die Eltern waren Handelsleute. Tomić konnte nach der Grundschule in Vršac weiterbildende Schulen in Temeswar und Kecskemét besuchen. Am Herzegowina-Aufstand im Jahr 1876 nahm er als Freiwilliger teil. Nach dessen Niederschlagung ging er nach Wien und Prag und studierte zunächst Medizin, wechselte dann jedoch an die Fakultät für Philosophie und Philologie. Im Anschluss ging Tomić wieder in die Vojvodina und übernahm Aufgaben in der Politik.
Tomić gab die Zeitschriften Srpsko kolo und Zastava heraus und war Gründer der Narodna slobodoumna stranka, der Volksfreidenker-Partei. Im Jahr 1889 erstach er im Ort Novi Sad Miša Dimitrijević, einen Mann, der in seinem Branik Magazin mehrfach die Ehre seiner Frau verletzt haben soll. Dafür wurde er zu sieben Jahren Gefängnis verurteilt. In seiner Haftzeit hatte Tomić die politischen Ziele in Bezug auf die serbische nationale Befreiung nicht aufgegeben. Die von ihm gegründete Partei hieß seit dem Jahr 1891 Radikalna stranka (Radikale ParteI), in der er sich nach seiner Freilassung wieder engagierte. Im Jahr 1918 wurde Tomić zum Präsidenten des Serbischen Nationalrates in Novi Sad gewählt. Unter seiner Leitung beschloss die Große Volksversammlung am 25. November 1918 die Abspaltung der Gebiete Banat, Batschka und Baranja aus dem Königreich Ungarn und ihre Vereinigung mit dem Königreich Serbien. Seine persönlichen Aktivitäten musste er aufgrund zunehmender gesundheitlicher Probleme einschränken. So hatte er schon beizeiten begonnen, programmatische Ideen niederzuschreiben und zu veröffentlichen. Nach seinem Tod wurde er auf dem Friedhof Uspensko groblje bei Novi Sad beigesetzt.

## Veröffentlichungen (Auswahl)
- 1876: Srpsko-turski rat 1876 [Der Serbisch-Türkische Krieg] (unter dem Pseudonym Milutin Spasić)
- 1879: ein Gedichtband, von A. Pajević veröffentlicht
- 1884: ein Pamphlet über den Serbischen Nationalen Befreiungskampf und das Wirken der Parteien
- 1886: [Die Ursachen der Kriminalität]
- 1886: Treba li narodu politika [Arbeiter brauchen Politik]
- 1889: Posle petstotina godina: razmatranja o Kosovskoj bitci i propasti carstva srpskog [Fünfhundert Jahre danach: Ein Blick auf die Schlacht von Kosovo und der Fall des Serbischen Königreichs]
- 1896: Roman Nazareni [Die Nazarener][3]
- 1897: Das Bauernproletariat Ungarns (Studie) books.google.de
- 1901: Program radikalne i program liberalne stranke [Die Programme der Radikalen und der Liberalen Partei]
- 1904: Hoćemo li u socijaliste [Brauchen wir Sozialisten?]
- 1905: Izbor i pravo manjine [Wahlen und die Rechte der Minderheiten]
- 1905: Na prelomu [An der Wende]
- 1905: Vor der Entscheidung. books.google.de
- 1907: Tražim svoja prava [Ich will mein Recht]
- 1908: Boj na Kosovu, Seoba Srba [Die Schlacht um Kosovo. Die große Auswanderung der Serben]
- 1908: Nova manastirska uredba [Das neue Kloster-Dekret]
- 1909: Žena i njeno pravo [Die Frau und ihre Rechte]
- 1910: Nesavremena i savremena istorija [Vergangene und gegenwärtige Geschichte]
- 1910: Na pragu novog doba u Ugarskoj [An der Schwelle einer neuen Ära in Ungarn]
- 1919: S kim ćemo i kuda ćemo [Mit wem und wohin gehen wir?]
- 1919: Krajnje vreme da se razumemo [Höchste Zeit um zu verstehen]
- 1919: Razvod braka, pozorišna igra u 5 činova [Scheidung] – Theaterstück in fünf Aufzügen

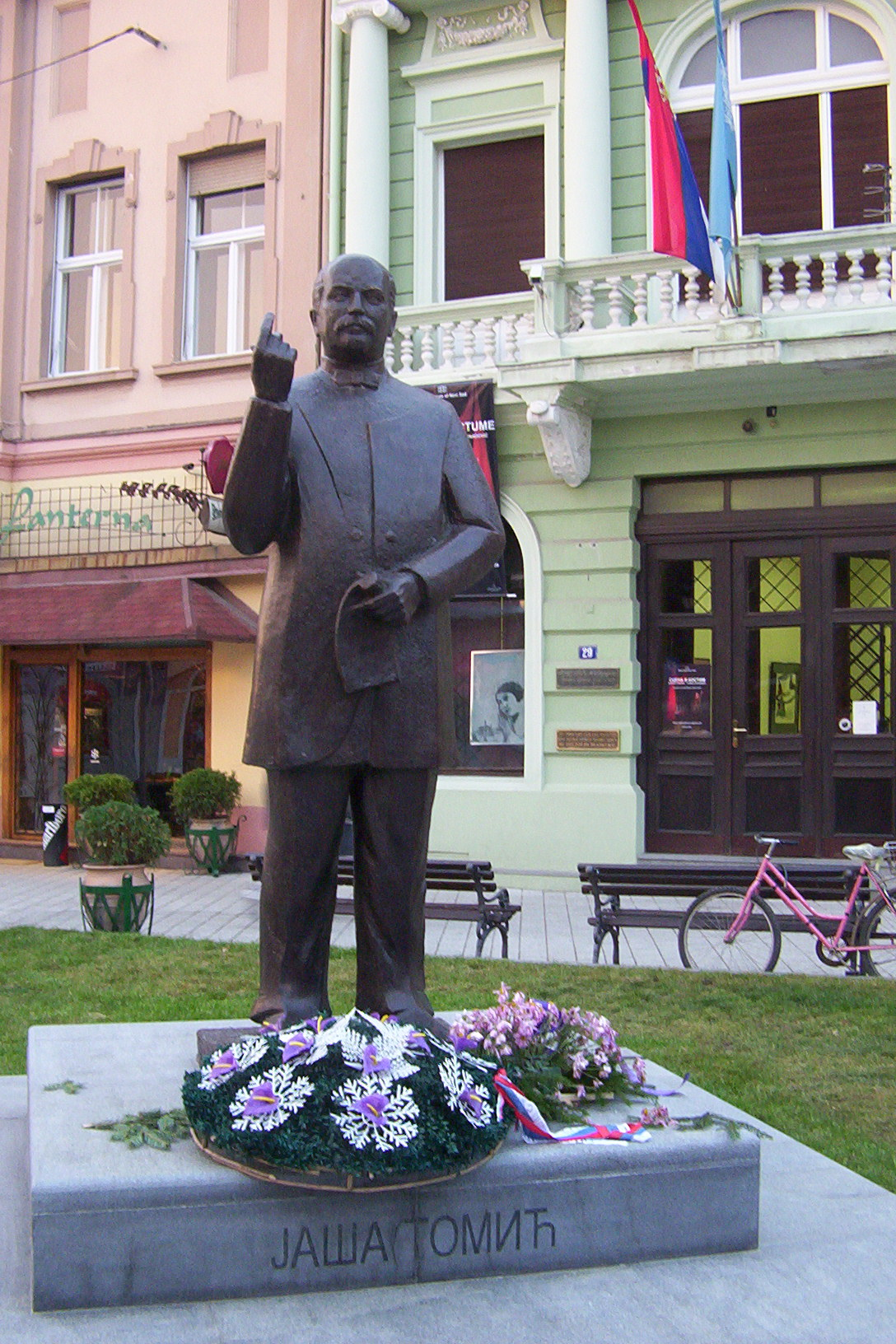
Denkmal von Jaša Tomić
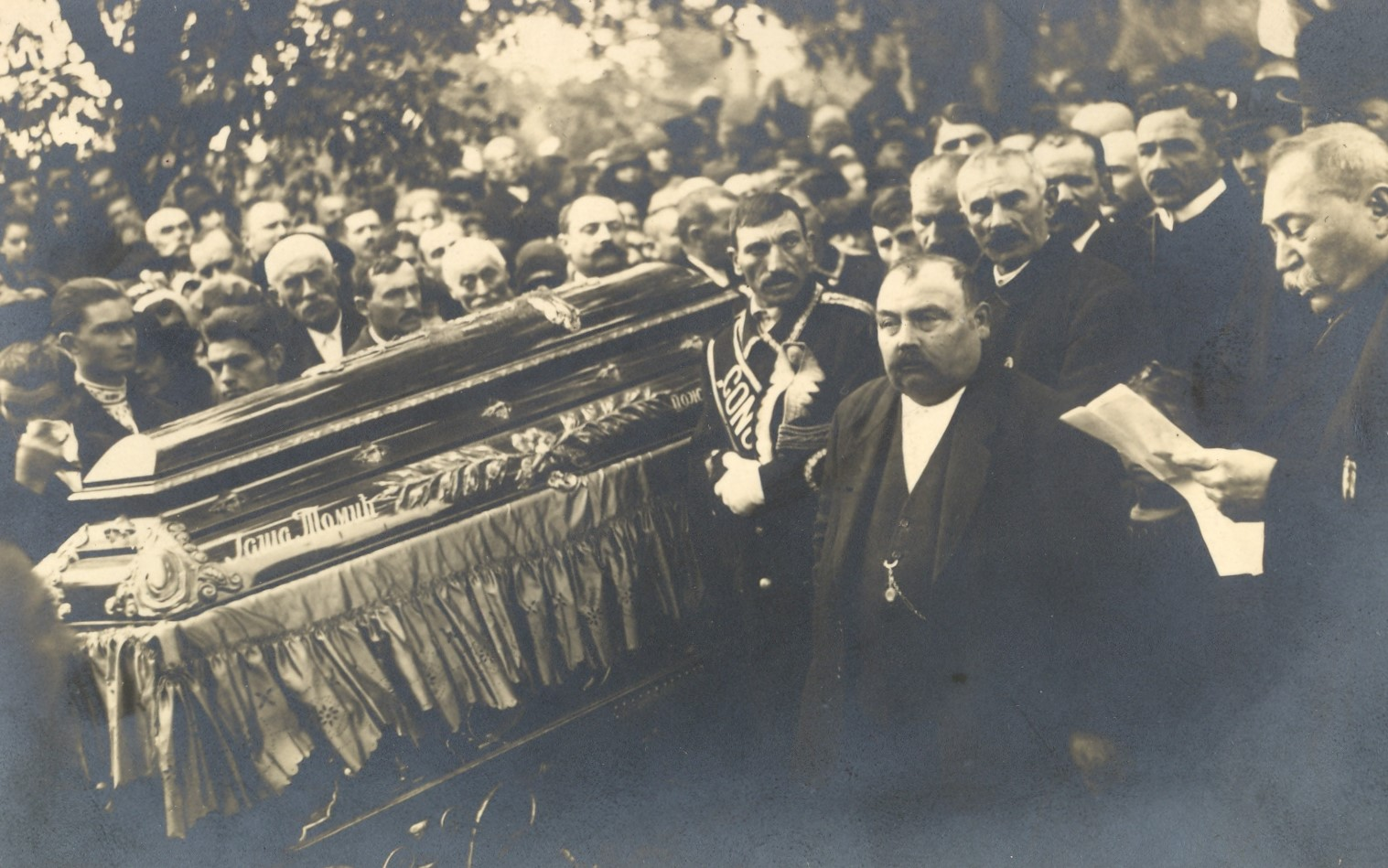
Beerdigung von Jaša Tomić
- Lieder von Jaša Tomić